# Малиев, Михаил Алексеевич

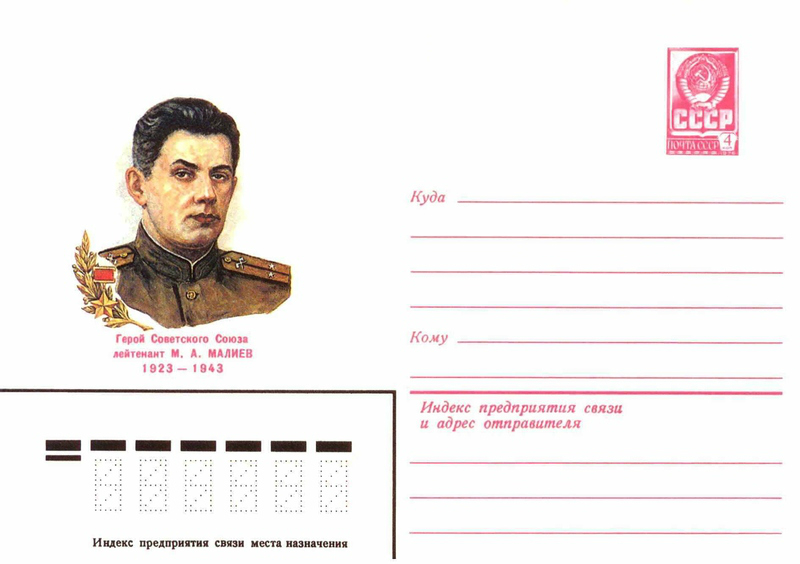

Михаил Алексеевич Малиев (1923—1943) — лейтенант Рабоче-крестьянской Красной Армии, участник Великой Отечественной войны, Герой Советского Союза (1944).

## Биография
Родился 30 декабря 1923 года в Кунгуре. Жил в городе Ленинграде, где окончил десять классов школы. (Обучался он в ГБОУ СОШ № 80).
В 1941 году был призван на службу в Рабоче-крестьянскую Красную Армию. В 1942 году окончил Высшее военно-морское инженерно-строительное училище ВМФ (ВВМИСУ), ныне — Военный инженерно-технический университет. С 1943 года — на фронтах Великой Отечественной войны. К октябрю 1943 года лейтенант Михаил Малиев командовал взводом 127-го отдельного понтонно-мостового батальона 1-й понтонно-мостовой бригады Степного фронта. Отличился во время битвы за Днепр.
16 октября 1943 года взвод под командованием Михаила Малиева обеспечивал переправу через Днепр советских частей в районе села Переволочна (ныне — Светлогорское Кобелякского района Полтавской области Украины). Когда вражеская артиллерия разрушила паром, четыре раза погружался в ледяную воду, пытаясь отсоединить затонувшую часть парома и спасти уцелевшую часть переправы. Во время четвёртого погружения погиб от разрыва снаряда.
Указом Президиума Верховного Совета СССР «О присвоении звания Героя Советского Союза генералам, офицерскому, сержантскому и рядовому составу Красной Армии» от 22 февраля 1944 года за «образцовое выполнение боевых заданий командования при форсировании реки Днепр, развитие боевых успехов на правом берегу реки и проявленные при этом отвагу и геройство» был удостоен посмертно высокого звания Героя Советского Союза. Также посмертно был награждён орденом Ленина. Навечно зачислен в списки личного состава воинской части.
Бюст установлен на территории Военного инженерно-технического университета в Санкт-Петербурге.